# Conselho penitenciário

CONSELHO PENITENCIÁRIO
Origem
Criado há 90 anos, em 6 de novembro de 1924, então Conselho Penitenciário do Distrito Federal, através do Decreto n° 16.665, é órgão consultivo e fiscalizador da execução da pena. Tudo começou numa reunião presidida pelo Dr. Cândido Mendes de Almeida, com a presença dos Doutores Melchiades Mário de Sá Freire, Juliano Moreira, Leitão da Cunha, Lemos Brito, Mafra de Laet e Sobral Pinto, ocasião em que foi declarado instalado o Conselho Penitenciário. Com a transferência da capital, foi criado o Conselho Penitenciário do Rio de Janeiro, através do Decreto Lei n° 34/75.  Durante o período do Governo Provisório, o Conselho Penitenciário incorporou a função de Inspectoria Geral Penitenciária e modificou sua estrutura.
O Conselho Penitenciário foi consultado para elaborar o Código Penal brasileiro de 1940 e a Lei das Contravenções, bem como o Código de Processo Penal, exercendo o que viria a ser seu importante papel consultivo. 
É vinculado à Secretaria de Administração Penitenciária, integrado por membros nomeados pelo Governador do Estado, dentre professores e profissionais da área de Direito Penal, Processual Penal ou Execução Penal, bem como representantes da comunidade, profissionais de saúde e psicólogos que atuem na área penitenciária.
Base normativa
O Conselho Penitenciário é regido pela Lei nº 6.181, de 16/03/2012, do Estado do Rio de Janeiro (que alterou a Lei nº 1160/1987) e por seu Regimento Interno.
Composição
Seu corpo deliberativo é constituído por 14 (quatorze) membros efetivos e igual número de suplentes, nomeados pelo Governador do Estado, com mandato de 4 (quatro) anos, dentre os quais: 2 Juristas; 2 representantes do Ministério Público Federal; 2 representantes do Ministério Público Estadual; 2 representantes da Ordem dos Advogados do Brasil; 2 representantes da Defensoria Pública Geral; 2 representantes da comunidade; 1 profissional da área da saúde e 1 psicólogo.
Atribuições
A competência do Conselho Penitenciário está prevista no art. 70 da Lei 7210/84 (Lei de Execução Penal – LEP), confira-se:
“I - emitir parecer sobre indulto e comutação de pena, excetuada a hipótese de pedido de indulto com base no estado de saúde do preso; 
II - inspecionar os estabelecimentos e serviços penais;
III - apresentar, no 1º (primeiro) trimestre de cada ano, ao Conselho Nacional de Política Criminal e Penitenciária, relatório dos trabalhos efetuados no exercício anterior;
IV - supervisionar os patronatos, bem como a assistência aos egressos.”
Já a Lei nº 6181/12, do Estado do Rio de Janeiro, prevê um rol mais extenso de atribuições, em seu art. 4º, ao Conselho Penitenciário: 
“I - emitir parecer sobre indulto e comutação de pena, excetuada a hipótese de pedido de indulto com base no estado de saúde do preso; 
II - inspecionar os estabelecimentos e serviços penais; 
III - apresentar, no 1º trimestre de cada ano, ao Conselho Nacional de Política Criminal e Penitenciária, relatório dos trabalhos efetuados no exercício anterior; 
IV - supervisionar os patronatos, bem como a assistência aos egressos; 
V - elaborar seu Regimento Interno, que será aprovado, mediante Resolução, pelo Secretário de Estado de Administração Penitenciária; 
VI - Opinar, debater e apresentar projetos que tenham como objetivo a implantação de políticas públicas destinadas a reintegração social do condenado internado; 
VII - encaminhar, no 1º trimestre de cada ano, à Comissão de Segurança Pública e Assuntos de Polícia da Assembleia Legislativa do Estado do Rio de Janeiro, relatório dos trabalhos realizados no exercício anterior. 
Parágrafo único: O relatório de que trata o inciso III deste artigo deverá ser publicado em Diário Oficial até o final do primeiro semestre de cada ano.”
A segunda atribuição prevista ao Conselho Penitenciário, tanto na LEP quanto na Lei Estadual, é a de inspecionar os estabelecimentos e serviços penais. 
O Conselho Penitenciário fiscaliza inspecionando regularmente as diversas unidades do sistema prisional, encaminhando relatórios para o Conselho Nacional de Política Criminal e Penitenciária (CNPCP), e buscando sanar eventuais problemas encontrados junto à administração das unidades e perante o Juízo da Execução.
1. ↑  «Decreto Lei»
2. ↑  «Lei 6.181/2012»
3. ↑  «Site da Procuradoria Geral do Estado»
4. ↑  «Lei de Execuções Penais»